# Marsilea condensata
Marsilea condensata är en klöverbräkenväxtart som beskrevs av Bak. Marsilea condensata ingår i släktet Marsilea och familjen Marsileaceae. Inga underarter finns listade.